# El astronauta (película de 1997)
El astronauta (titulada originalmente en inglés, RocketMan) es una película estadounidense de comedia y ciencia ficción, dirigida por Stuart Gillard y producida por Walt Disney Pictures y Caravan Pictures. Protagonizada por Beau Bridges, Jeffrey DeMunn, Jessica Lundy, James Pickens Jr., William Sadler y Harland Williams, su estreno en Estados Unidos tuvo lugar el 10 de octubre de 1997.

## Sinopsis
La NASA está preparando su primera misión espacial a Marte. Fred Z. Randall (Harland Williams), el programador que escribió el software del sistema de navegación, acaba uniéndose a la misión ante la baja de uno de sus participantes y junto con el comandante William Overbeck (William Sadler), la geóloga Julie Ford (Jessica Lundy) y Ulysses, un chimpancé adiestrado para buscar fósiles, parte hacia Marte.